# MediaFire
MediaFire — компания, предоставляющая возможности файлового хостинга. Основан в 2006 году в городе Шенандоа, штата Техас, США. Компания предоставляет клиенту программное обеспечение для Microsoft Windows, macOS, Linux, Android, iOS, BlackBerry 10. Также поддерживает работу через веб-браузер. MediaFire имеет 43 миллионов зарегистрированных пользователей и привлекла 1,3 миллиарда уникальных посетителей в 2012 году.

## Место хранения
По состоянию на июль 2012 года функции MediaFire включают до 50 ГБ памяти (начиная с 10 ГБ, а затем увеличиваются на целых 40 ГБ, когда выполняются различные действия, такие как установка мобильных или настольных клиентов или совместное использование на Facebook и Twitter).
В апреле 2014 года MediaFire отреагировала на снижение цен с Google Диска за счет увеличения своего профессионального плана хранения от 100 ГБ до 1 ТБ и снижения его ежемесячной цены до 2,50 долл. США в месяц.
Хранилище бизнес-счетов распределяется между всеми дочерними учетными записями, что позволяет осуществлять единый биллинг и управлять несколькими пользователями в одной компании. Служба бесплатной учётной записи MediaFire не требует активности загрузки для сохранения файлов и поэтому часто подходит как решение для резервного копирования. MediaFire официально не поддерживает бесплатное хранилище данных (долгосрочное хранение для бесплатных и неактивных учётных записей).
клиент
MediaFire в настоящее время предлагает загружаемые клиенты для мобильных устройств и настольных компьютеров, которые значительно различаются с точки зрения возможностей и типов использования.

### Мобильный
MediaFire первоначально выпустила Android (январь 2013 г.) и iOS (июль 2012 г.) клиентов на основе платформы Appcelerator и обновила их с родными версиями в 2014 году. Мобильные приложения обеспечивают импорт фотографий и видео, снятых на устройстве, и удаленный доступ к содержимому Вашей учётной записи MediaFire.

### На персональных компьютерах
Настольные клиенты MediaFire, первоначально запущенные в ноябре 2013 года, доступны для MacOS и Microsoft Windows, обеспечивающих синхронизацию файлов и папок с любой учётной записью MediaFire. Дополнительные функции включают совместное использование файлов и папок, уведомления, захват экрана и выборочную синхронизацию. Настольное клиентское программное обеспечение MediaFire доступно для следующих устройств: ПК под управлением Windows XP, Windows Vista, Windows 7 и Windows 8 или Mac OS X 10.7 или выше и требует как минимум 1 ГБ оперативной памяти и 600 МБ дискового пространства. Как сообщает MediaFire, 19 мая MediaFire Desktop Sync прекратит работу с 30 июля 2016 года, в конечном итоге заменяясь новым настольным приложением.

### Обмен файлами
Поддержка общего и общего доступа к файлам поддерживается через MediaFire. Частный совместный доступ к файлам состоит из пользователя, который предоставляет доступ непосредственно другому пользователю или группе пользователей и осуществляется путем импорта контактов или электронной почты. Владелец учётной записи способен контролировать права на чтение или запись для каждого пользователя. Общий доступ состоит из пользователя, получающего общедоступную ссылку, которая позволяет всем, у кого есть ссылка, загрузить файл. Публичные ссылки всегда доступны только для чтения. MediaFire также поддерживает совместное использование одноразовых ссылок, которые действительны только для одного использования.
В 2013 году MediaFire добавила поддержку как аудио-, так и видеопотоков через свой онлайн-просмотрщик файлов.
MediaFire поддерживает множество форматов файлов через веб-просмотрщик файлов:
Файлы изображений (.JPEG, .PNG, .GIF, .TIFF, .BMP)
Видеофайлы (WebM, .MPEG4, .MOV, .AVI, .MPEGPS, .WMV, .FLV, .3GP, .OGG, .VOB)
Текстовые файлы (.TXT)
Разметка / код (.fCSS, .HTML, .PHP, .C, .CPP, .H, .HPP, .JS, .java, .pl)
Microsoft Word (.DOC и. DOCX)
Microsoft Excel (.XLS и .XLSX)
Microsoft PowerPoint (.PPT и .PPTX)
Формат документа Adobe Portable Document Format (.PDF)